# Route 101 (Terre-Neuve-et-Labrador)
Pour les articles homonymes, voir Route 101.
La route 101 est une route tertiaire de la province de Terre-Neuve-et-Labrador, située dans l'est de l'île de Terre-Neuve, sur la péninsule d'Avalon. Elle est plus précisément située dans le nord-ouest de la péninsule, à l'ouest de Whitbourne. Elle est une route faiblement empruntée. Route alternative de la route 100, elle mesure 15 kilomètres, est nommée Long Harbour Access Rd., et est une route asphaltée sur l'entièreté de son tracé.

## Tracé
La 101 débute sur la route 100, entre Placentia et Whitbourne, juste à l'ouest du parc provincial Fitzgeralds Pond. Elle commence par traverser la communauté de Villa Marie. Elle se dirige ensuite vers le nord pendant 15 kilomètres, en étant une route très sinueuse, puis elle passe à l'ouest de la montagne «The Lookout». Elle aboutit sur la route 202, entre Long Harbour et Long Harbour Station.

## Communautés traversées
- Villa Marie